# Eunidia meleagris
Eunidia meleagris är en skalbaggsart som beskrevs av Aurivillius 1928. Eunidia meleagris ingår i släktet Eunidia och familjen långhorningar.
Artens utbredningsområde är Kenya. Inga underarter finns listade i Catalogue of Life.